# Terre al crepuscolo
Terre al crepuscolo (Dusklands) è il primo romanzo pubblicato da John Maxwell Coetzee nel 1974. È una critica della violenza della mentalità colonialista e imperialista della civiltà occidentale. In italiano è uscito nel 2003 nella traduzione di Maria Baiocchi presso Einaudi.

## Trama
Il romanzo si compone di due storie separate. La prima narra la graduale discesa verso la pazzia del protagonista, Eugene Dawn. Eugene lavora per un'agenzia governativa statunitense responsabile per la guerra psicologica durante la guerra del Vietnam. Tuttavia, il suo lavoro sulla mitografia e sulle operazioni psicologiche ha conseguenze negative su di lui. La sua caduta termina con l'accoltellamento del figlio.
La seconda storia, ambientata nel XVIII secolo, è il racconto da parte di Jacobus Coetzee di una spedizione di caccia nell'entroterra del Sudafrica, fino ad allora "inesplorato". Dopo aver attraversato il fiume Orange, Jacobus incontra una tribù Namaqua con cui commerciare, ma si ammala improvvisamente. Viene curato dalla tribù e si rimette gradualmente, ma viene espulso dal villaggio dopo aver preso parte a una lotta. Con la morte del suo ultimo schiavo rimasto, ritorna a casa solo, dove organizza una spedizione punitiva contro i Namaqua. La storia si conclude con l'esecuzione degli schiavi che lo avevano abbandonato durante il viaggio precedente e il massacro della tribù.

## Edizioni italiane
- John Maxwell Coetzee, Terre al crepuscolo, collana "ET" n. 1128, Einaudi, 2003,  p. 169, ISBN 88-06-15517-2.